# Iriomote
Iriomote (西表島, Iriomote-jima) é a maior das Ilhas Yaeyama e a segunda maior ilha da Prefeitura de Okinawa depois da ilha de Okinawa, no Japão.
A ilha é famosa por abrigar o gato-de-iriomote, uma espécie de gato selvagem encontrado apenas na ilha de Iriomote existindo cerca de 100 espécimes livres na natureza protegidos no Parque Nacional de Iriomote-Ishigaki.